# Magnavox Odyssey
La Magnavox Odyssey è stata la prima console per videogiochi domestica uscita sul mercato. Fu presentata il 24 maggio 1972 e fu messa in vendita nel mese di agosto dello stesso anno, precedendo Pong, prodotto da Atari, di 3 mesi.

## Storia

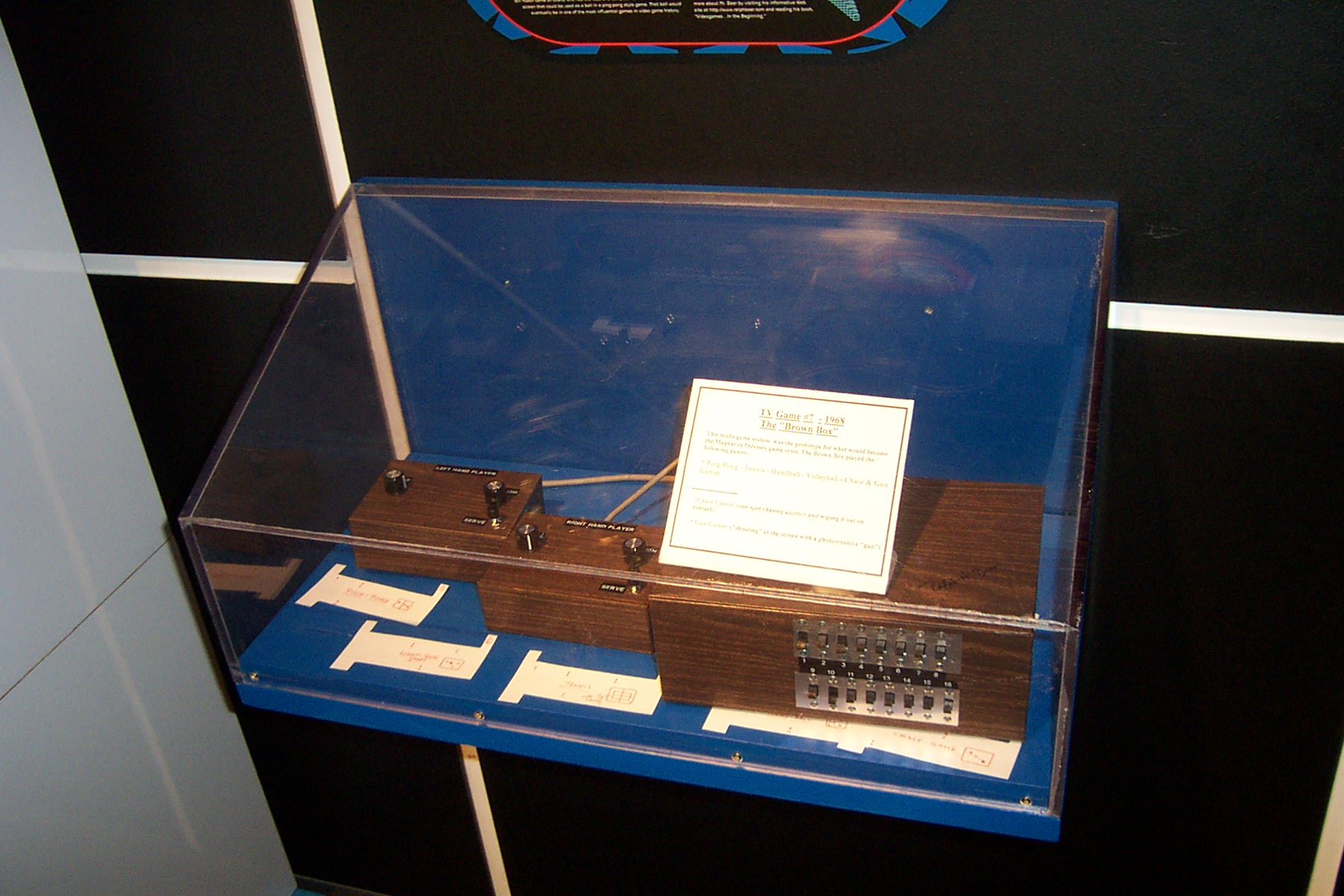
Il prototipo dell'Odyssey, conosciuto come "Brown box" (scatola marrone)

L'Odyssey venne progettata da Ralph Baer che la realizzò nel 1968 elaborando un precedente progetto di videogioco intitolato Bucket Filling Game. Dopo una lunga trattativa con Magnavox, la console fu rivista per poter essere prodotta in larga scala e fu messa in commercio nel mese di agosto del 1972, rimanendo in vendita fino al 1975. Il prototipo della console realizzata da Baer è conosciuto dagli appassionati come la "scatola marrone" (Brown Box) ed è custodito nel National Museum of American History dello Smithsonian Institution a Washington.
Dopo l'introduzione sul mercato di Pong Magnavox denunciò Atari, Inc. per violazione di brevetto, dal momento che Pong era quasi identico al gioco di tennis dell'Odyssey, vincendo il patteggiamento. Durante gli anni ottanta, Magnavox citò in giudizio altre grandi società come Coleco, Mattel, Seeburg, Activision e in ognuno dei casi o vinse o arrivò al patteggiamento. Nel 1985, Nintendo citò Magnavox e cercò di invalidare i brevetti di Baer dicendo che il primo videogame era il Tennis for Two di William Higinbotham costruito nel 1958. La corte decise che questo gioco non utilizzava il segnale video e che quindi non poteva qualificarsi come videogame. Come risultato, Nintendo perse la causa e continuò a pagare i diritti (royalties) alla Sanders Associates.
Baer inventò poi il classico gioco elettronico chiamato Simon per la Mattel nel 1978. Magnavox più tardi produsse molte altre console simil-Pong più piccole (Serie Odyssey di Magnavox/Philips) sempre basate sul nome Odyssey che non usavano cartucce o schede di gioco, e successivamente (nel 1978) una vera e propria console game programmabile basata su cartucce, il Philips Videopac, conosciuta sul mercato statunitense con il nome Magnavox Odyssey².

### Versioni e cloni
Inizialmente venduta solo negli Stati Uniti, la Odissey fu poi messa in commercio anche in altri Stati. L'esportazione iniziò con il Messico alla fine del 1972, dove la console fu rinominata "Odisea" e i manuali tradotti in spagnolo. Nel 1973 fu importata in Gran Bretagna, dove la console fu venduta con alcune note sulle correzioni rispetto al manuale di istruzioni originale dovute alla differente tecnologia degli apparecchi televisivi. Il modello originale fu venduto anche in Egitto.
Dal 1974 la Odissey fu realizzata anche in una versione denominata "Export", per la vendita in Australia, Belgio, Canada, Inghilterra, Francia, Germania, Grecia, Israele, Italia, Singapore, Svizzera e Venezuela. In Germania la console fu presentata in due versioni, entrambe rinomate "Odissee" e con il manuale tradotto in tedesco: la prima era la versione originale americana con adesivi a coprire i logo Magnavox originali, la seconda era la "Export Version" del 1974.
In Italia la console fu importata solo alla fine del 1975 da G.B.C. Italia e venduta con il nome di "Odissea", con i titoli dei giochi tradotti in italiano.
La console fu anche clonata in alcuni Paesi. Esistono 3 cloni noti: il primo fu venduto in Spagna con il nome di "Overkal"; il secondo fu venduto in Argentina come "Telematch De Panoramic model J-5", contenente 5 giochi; il terzo fu venduto in Svezia come "Kanal 34".

### Insuccesso commerciale
Nonostante i buoni propositi iniziali, la Magnavox Odyssey non ebbe un buon successo commerciale per via di alcuni fattori: la console venne venduta solo nei negozi Magnavox e con uno scarso battage pubblicitario; inoltre molte persone furono portate a credere che si poteva utilizzare solo con televisori Magnavox. Per questa ragione, molti dei successivi giochi simil-"Pong" riportavano la seguente dicitura sulla loro scatola: "Works on any television set, black and white or color" (funziona su qualsiasi televisore, in bianco e nero o a colori). Anche il prezzo era molto alto: 100$ per la confezione base, che comprendeva 6 schede con 12 giochi, a cui si dovevano aggiungere 25$ per l'acquisto del "fucile", una pistola ottica da usarsi con alcuni dei giochi inclusi. Nonostante questo in tre anni ne vennero vendute 330 000 unità. Nel 1975 la produzione decise di interrompere le vendite e di lavorare su un altro progetto, la Magnavox 100, alla quale vennero attribuiti molti miglioramenti tecnici.
Attualmente l'Odyssey è molto ricercata dai collezionisti ed è presente nei musei del genere.

## Funzionamento

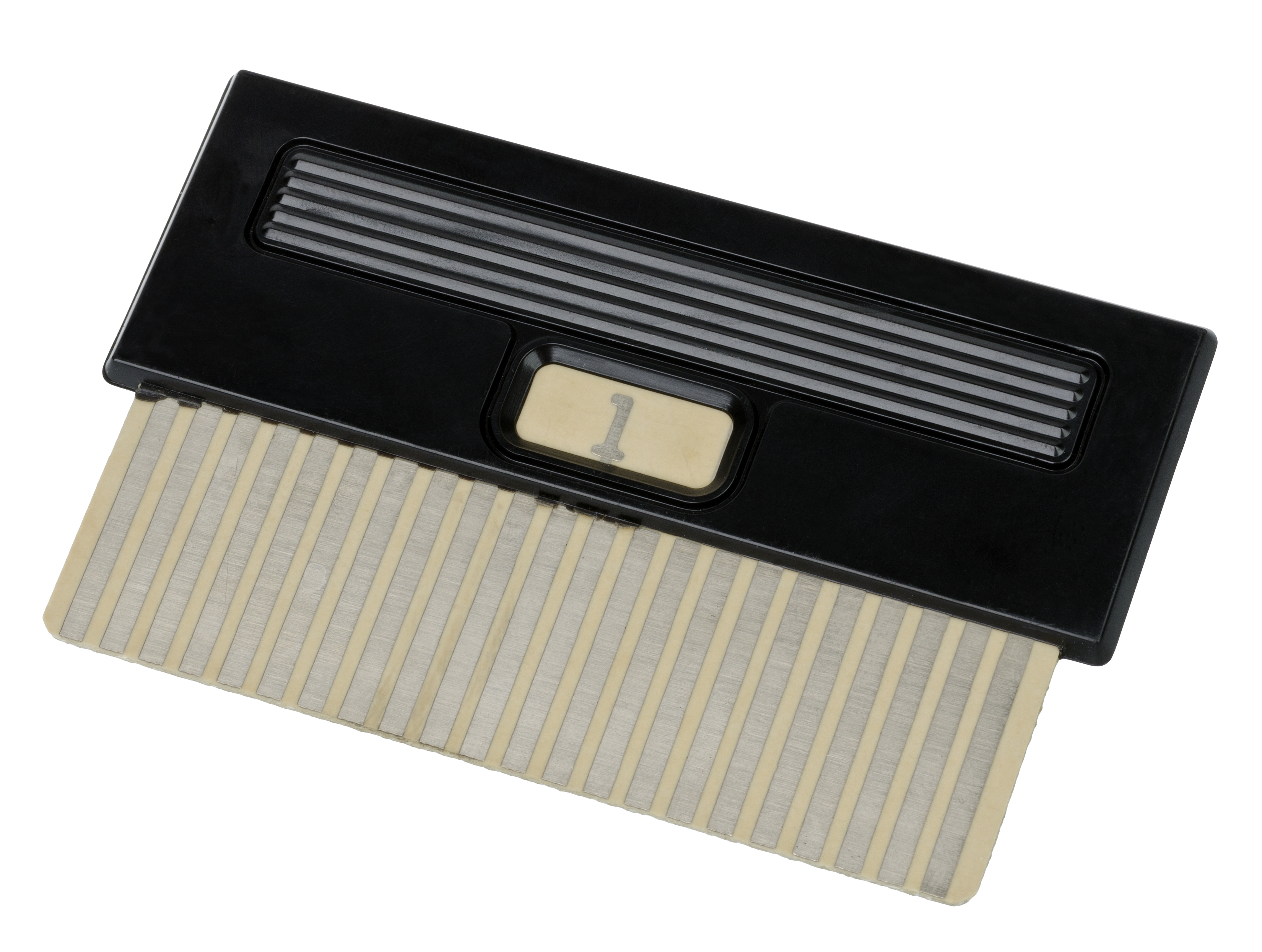
Una delle schede rimovibili utilizzate per impostare i diversi giochi

Mentre molti collezionisti considerano la Odyssey analogica piuttosto che digitale (a causa dell'aggiunta di un circuito analogico per l'output ed il controllo del gioco, e l'uso di componenti elettronici), Baer disse che lui riteneva che la console fosse digitale. I segnali elettronici scambiati tra le varie parti (generatore della palla e dei giocatori, generatori dei segnali di sincronizzazione, matrice di diodi, ecc.) erano binari. I giochi e la stessa logica era implementata in DTL, un comune componente digitale pre-TTL che utilizzava transistor discreti e diodi. Il sistema era alimentato da batterie. La Odyssey mancava delle capacità audio, cosa che è stata corretta nei diversi "sistemi simil-Pong" prodotti anni più tardi, tra cui le stesse console simil-pong prodotte successivamente dalla stessa Magnavox e chiamate sempre Odyssey (Odissey 100, 200 ecc.). Ralph Baer propose una estensione sonora a Magnavox nel 1973, ma l'idea venne rifiutata.

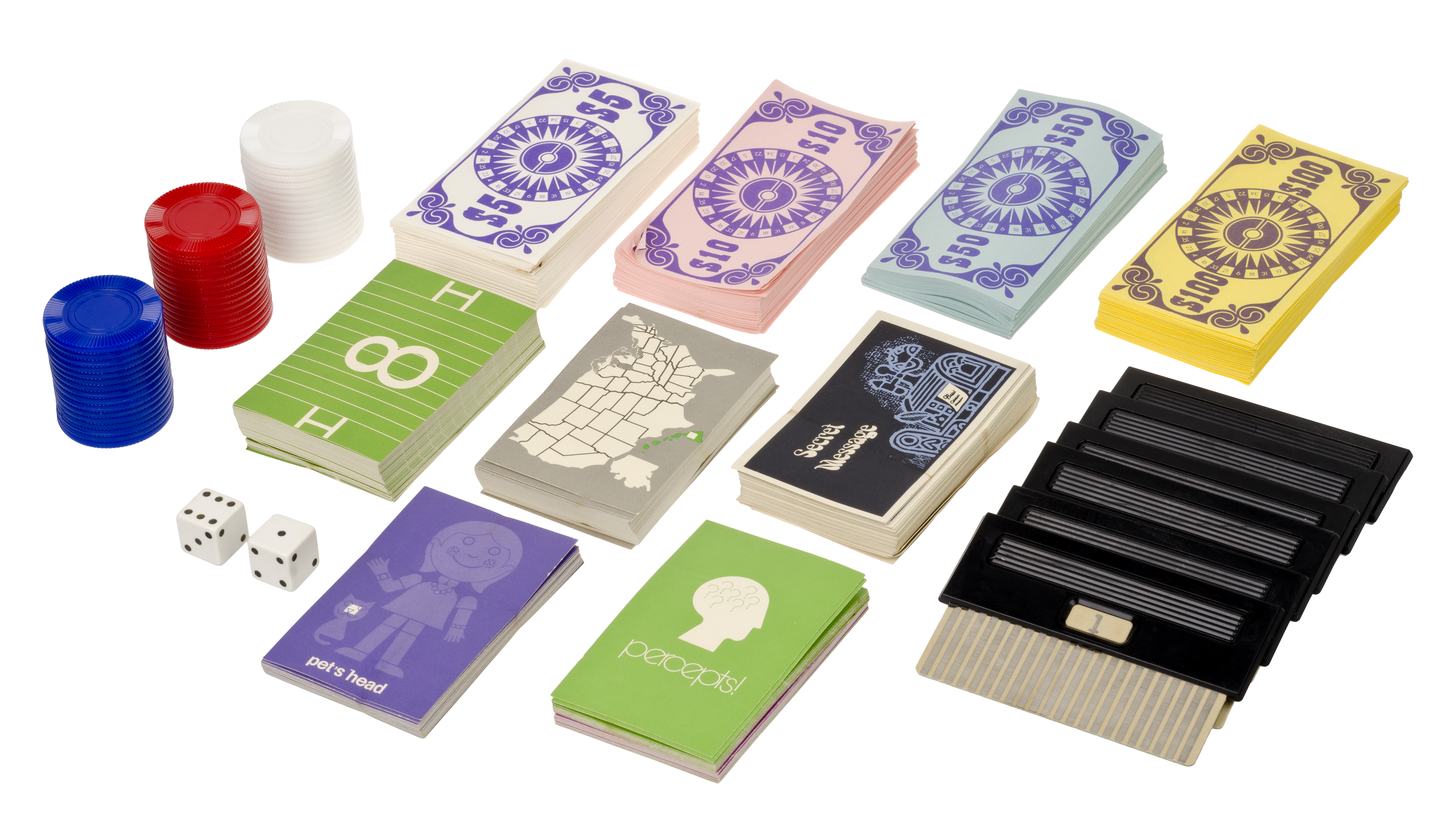
L'Odyssey era confezionata insieme a diversi accessori: fiches, dadi, soldi finti e carte da gioco.

L'Odyssey usa un tipo di circuito stampato rimovibile sotto forma di una scheda che si inseriva in una porta simile a quella delle cartucce delle console successive; questi circuiti non contenevano nessun componente ma avevano una serie di collegamenti (jumper) tra i piedini del connettore del circuito stampato che interconnettevano i diversi generatori di logica e di segnale per modificare sia la risposta della console agli input sia gli oggetti visualizzati sullo schermo. La console generava 3 quadrati ed una linea verticale: 2 quadrati erano controllati dai giocatori, il terzo era controllato direttamente dalla console. I controller avevano due variatori che spostavano i quadrati controllati dai giocatori rispettivamente in orizzontale ed in verticale; la console aveva 2 ulteriori controlli che modificavano rispettivamente la posizione della linea verticale e la velocità con cui la console muoveva il quadrato di sua pertinenza. I giocatori, seguendo le istruzioni, dovevano posizionare la linea verticale a seconda del gioco da eseguire, ad esempio nel tennis era lasciata centrale mentre nell'"handball" (pallamano) doveva essere spostata su un lato, a simulare un muro su cui i giocatori dovevano far rimbalzare la "palla". Il sistema veniva venduto con delle pellicole trasparenti che il giocatore poteva applicare al vetro del proprio televisore per avere lo sfondo colorato necessario al gioco desiderato, anche se erano supportate solo due diverse dimensioni di televisore. Una scheda logica, grazie al cambio di pellicola, poteva essere utilizzata per più giochi. Inclusi nella confezione c'erano anche dei dadi, delle fiche del poker e dei fogli per aiutare a tenere i punteggi: in modo molto simile ad un tradizionale gioco da tavolo, questi accessori erano necessari per diversi giochi. La dotazione originale comprendeva 6 schede che permettevano di eseguire 12 giochi, a parte erano acquistabili ulteriori 6 giochi con le relative pellicole che espandevano ulteriormente il numero di giochi creabili con le schede vendute con la console. Due ulteriori schede, con altre pellicole ed una pistola ottica, furono rilasciate in seguito, espandendo ulteriormente il parco giochi della console. Un altro gioco veniva spedito gratuitamente ai possessori della console che avessero fatto recapitare al produttore una cartolina questionario inclusa nella confezione. Infine nel 1973 furono rilasciati altri 4 giochi (di cui uno con una nuova scheda), Ralph Baer propose anche il concetto di "cartucce attive" che avrebbero contenuto componenti elettronici addizionali permettendo di aggiungere capacità aggiuntive ai giochi come per esempio effetti sonori, posizione variabile della rete, settaggio della velocità della palla, ecc. Sfortunatamente l'idea non suscitò alcun interesse. A posteriori, si potrebbe ipotizzare che tutti i produttori di cartucce con memoria ROM avrebbero potuto essere costretti a pagare i diritti alla Sanders Associates se Ralph Baer avesse brevettato le sue "cartucce attive".

## Periferiche
L'Odyssey era anche stata progettata per supportare una periferica aggiuntiva: la prima pistola ottica mai commercializzata per un sistema domestico, chiamata Shooting Gallery. Ideata da Ralph Baer già nel 1968, venne poi messa in vendita separatamente nel 1972, presentandola ufficialmente pochi mesi dopo il lancio della console. La periferica ha l'aspetto realistico di un fucile a pompa ed era fornita insieme a quattro videogiochi sviluppati appositamente per il suo utilizzo. Una fotocellula all'estremità della canna rileva la luminosità dei bersagli sullo schermo per determinare se il colpo è andato a segno, tuttavia può essere ingannata puntando il fucile contro una fonte di luce estranea come una lampadina. La Shooting Gallery non ottenne il successo sperato e ne furono vendute in tutto solo 20 000 unità, anche a causa di una falsa diceria che non funzionasse se non utilizzata con una TV a colori di una specifica marca.
Baer progettò anche un gioco del putting green, che usava una pallina da golf fissata alla cima del joystick che il giocatore avrebbe dovuto colpire usando una mazza di tipo putter. Questa idea interessò Magnavox, che prese il prototipo per effettuare dei test e inizialmente fu pianificato di produrlo come un add-on simile al fucile ottico; alla fine non fu mai distribuita.
Baer ha riprodotto le sue "cartucce attive" e il gioco del putting green: esse possono essere osservate presso il Museum of the Moving Image di New York.

## Videogiochi
Per l'Odyssey furono prodotti un totale di 27 giochi, tutti sviluppati e pubblicati dalla Magnavox, da utilizzare con 12 differenti schede da inserire nella macchina.
| Titolo                | Scheda  | Anno | Genere     | Zona                                       |
| --------------------- | ------- | ---- | ---------- | ------------------------------------------ |
| Analogic              | 3       | 1972 | Misto      | Stati Uniti (bandiera) · Europa (bandiera) |
| Baseball              | 3       | 1972 | Sport      | Stati Uniti (bandiera)                     |
| Basketball            | 8       | 1973 | Sport      | Stati Uniti (bandiera)                     |
| Brain Wave            | 3       | 1973 | Misto      | Stati Uniti (bandiera)                     |
| Cat and Mouse         | 4       | 1972 | Misto      | Stati Uniti (bandiera) · Europa (bandiera) |
| Dogfight              | 9       | 1972 | Light gun  | Stati Uniti (bandiera) · Europa (bandiera) |
| Football              | 3, 4    | 1972 | Sport      | Stati Uniti (bandiera)                     |
| Fun Zoo               | 2       | 1972 | Misto      | Stati Uniti (bandiera)                     |
| Handball              | 8       | 1972 | Sport      | Stati Uniti (bandiera)                     |
| Haunted House         | 4       | 1972 | Azione     | Stati Uniti (bandiera) · Europa (bandiera) |
| Hockey                | 3       | 1972 | Sport      | Stati Uniti (bandiera) · Europa (bandiera) |
| Interplanetary Voyage | 12      | 1973 | Azione     | Stati Uniti (bandiera)                     |
| Invasion              | 4, 5, 6 | 1972 | Misto      | Stati Uniti (bandiera)                     |
| Percepts              | 2       | 1972 | Misto      | Stati Uniti (bandiera)                     |
| Prehistoric Safari    | 9       | 1972 | Light gun  | Stati Uniti (bandiera) · Europa (bandiera) |
| Roulette              | 6       | 1972 | Casinò     | Stati Uniti (bandiera) · Europa (bandiera) |
| Shooting Gallery      | 10      | 1972 | Light gun  | Stati Uniti (bandiera) · Europa (bandiera) |
| Shootout              | 9       | 1972 | Light gun  | Stati Uniti (bandiera) · Europa (bandiera) |
| Simon Says            | 2       | 1972 | Misto      | Stati Uniti (bandiera) · Europa (bandiera) |
| Ski                   | 2       | 1972 | Sport      | Stati Uniti (bandiera) · Europa (bandiera) |
| Soccer                | 3, 5    | 1972 | Sport      | Europa (bandiera)                          |
| States                | 6       | 1972 | Educativo  | Stati Uniti (bandiera)                     |
| Submarine             | 5       | 1972 | Sparatutto | Stati Uniti (bandiera) · Europa (bandiera) |
| Table Tennis          | 1       | 1972 | Sport      | Stati Uniti (bandiera) · Europa (bandiera) |
| Tennis                | 3       | 1972 | Sport      | Stati Uniti (bandiera) · Europa (bandiera) |
| Volleyball            | 7       | 1972 | Sport      | Stati Uniti (bandiera)                     |
| Win                   | 4       | 1973 | Misto      | Stati Uniti (bandiera)                     |
| Wipeout               | 5       | 1972 | Misto      | Stati Uniti (bandiera)                     |

La scheda numero 11 era stata originariamente pensata per essere usata con il Basketball ma fu poi annullata. Basketball funziona invece con la cartuccia 8.